# フランキー (お笑い)
フランキーは、吉本興業東京本社（東京吉本、厳密には子会社のよしもとクリエイティブ・エージェンシー）で活動していたお笑いコンビ。2016年7月結成。2017年解散。

## メンバー
- はぎちゃん（本名：萩原 清輝（はぎはら きよてる）、1987年5月24日 - ）

大阪NSC31期生。奈良県橿原市出身。ツッコミ担当。身長158cm、体重65.3kg。血液型O型。
近畿大学短期大学部商経科卒業。
美容薬学検定1.2級、ダイエット検定1.2級、アイスマニア認定証を持っている。
結成前は「花金バーナード」というコンビで活動。それ以前はツインゴリラ、ワシントン、かつかれ～、おはぎマンとして大阪で活動していた。
漫画家であるふみふみこは実の姉。
レンズ無しの伊達眼鏡をしている。
交友関係が広く、『菊地亜美の1ami9』（アール・エフ・ラジオ日本）のラジオにゲスト出演をしたり、GACKTのニコニコ生放送のチャンネル会員限定配信で天の声を務めたこともある。
学生時代はラガーマンで、ラグビーに精通している。
- 西木 ファビアン 勇貫（にしき ファビアン ゆうかん、1985年11月6日 - ）

ボケ担当。立ち位置は左。
徳島県徳島市出身。ボケ担当。
徳島県立城北高等学校卒業後、慶應義塾大学経済学部中退。
父親がドイツ人で、母親が日本人のハーフである。戸籍上の本名は、西木 ファービアン勇貫である。母親は、西木のことを妊娠している状態で日本に帰国したため、父親とは会ったことがない。そのためにドイツ語はまったく喋れないため、言語は普通に日本語で関西弁で話している。二十歳になった際に、自身のミドルネームの「ファビアン」の存在を知った。趣味、特技は、阿波踊り。
高校時代はラグビー部に所属していた。県選抜に選出されたこともある。
2011年11月から2014年12月まで、『ノブナガ』（CBCテレビ）内の「思い出かけっこ」という企画に挑戦していた。なお、同企画の思い出MISSIONで鳥取県内の自動車教習所に入学し、普通自動車免許を取得している。
愛称はミドルネームから取って「ファビ」「ファビちゃん」など。
結成前は「あわよくば」というコンビで活動。フランキー解散後、以前組んでいた「あわよくば」を再結成した。

## ネタ
漫才